# Tenuipalpus coccolobicolus
Tenuipalpus coccolobicolus är en spindeldjursart som beskrevs av De Leon 1956. Tenuipalpus coccolobicolus ingår i släktet Tenuipalpus och familjen Tenuipalpidae. Inga underarter finns listade i Catalogue of Life.